# Axinaea quitensis
Axinaea quitensis es una especie de planta de flores de la familia  Melastomataceae. Es endémica de Ecuador.  Su hábitat natural son los matorrales secos subtropicales o subtropicales a gran altitud.
Es un arbusto o pequeño árbol de los Andes ecuatorianos donde está ampliamente distribuido, ya que se conocen, al menos, 20 poblaciones. Conocidos en el Refugio de Vida Silvestre Pasochoa, puede encontrarse en cualquier parque nacional de altura. 

## Fuente
- Cotton, E. & Pitman, N. 2004.  Axinaea quitensis.   2006 IUCN Red List of Threatened Species.    Bajado el 20-08-07.